# آثار الاحتجاجات البحرينية (أبريل - يونيو 2011)
وفيما يلي تسلسل زمني للأحداث التي أعقبت الاحتجاجات البحرينية من عام 2011 من أبريل إلى يونيو 2011. شملت هذه المرحلة استمرار القمع ورفع حالة الطوارئ وعودة الاحتجاجات الكبيرة.

## الجدول الزمني

### أبريل 2011

#### 3 - 11 أبريل
في 3 أبريل إيقاف الصحيفة البحرينية الموالية للمعارضة الوسط مؤقتا من قبل الحكومة البحرينية.
في 5 أبريل أبلغ أطباء من أجل حقوق الإنسان أن عددا من الأطباء قد فقدوا في مجمع السلمانية الطبي في المنامة بعد الاستجوابات الأخيرة من قبل قوات الأمن.
في 7 أبريل أصدرت منظمة أطباء بلا حدود تقريرا جاء فيه أنه تم استخدام المستشفيات في البحرين كطعم من قبل الحكومة لإعداد كمين للمحتجين المؤيدين للديمقراطية الجرحى بعد أن سيطرت قوات الأمن على المرافق الصحية. ومع ذلك نفت الحكومة البحرينية هذه المزاعم. وفي نفس اليوم تم إيقاف أربعة لاعبين من منتخب البحرين لكرة القدم بعد اتهامهم بتقديم الدعم للاحتجاجات المناهضة للحكومة. تم اعتقال علاء حبيل ومحمد حبيل خلال دورة تدريبية مع النادي الأهلي بعد أن قامت قناة البحرين الرياضية بنشر صورهم في مسيرة للاحتجاج على حكومة البحرين.
في 8 أبريل وصل فريق من المحققين من منظمة أطباء من أجل حقوق الإنسان في مستشفى السلمانية للتحقيق في تقارير عن الاستهداف الممنهج والاعتداء على العاملين في المجال الطبي. بعد إبلاغه من قبل المتحدث باسم وزارة الصحة أنهم موضع ترحيب لزيارة المستشفى فقد وصل فريق التحقيق للمستشفى المحاصر من قبل قوات الأمن المسلحة بالكامل وشرطة مكافحة الشغب المقنعين بأقنعة سوداء. بعد بعض الارتباك تم اصطحاب فريق منظمة أطباء من أجل حقوق الإنسان إلى خارج مبنى المستشفى.
في 9 أبريل اقتحم عشرون رجلا ملثمين بيت ابنة الناشط الشيعي البارز عبد الهادي الخواجة. خلال الغارة تم اعتقال الخواجة في منتصف الليل واقتياده مع اثنين من أصهاره. كانت ابنة الخواجة أيضا حاضرة وشهدت الإساءة الموجهة إلى والدها على أيدي قوات الأمن.
في 10 أبريل ذكرت وزارة الداخلية أن ناشطين شيعيين اثنين توفيا في الحبس. اتهم مسؤولون نبيل رجب بتلفيق الصور المنشورة على حساب في برنامج التواصل الاجتماعي تويتر لجسد علي عيسى إبراهيم صقر الذي توفي في الاحتجاز في 9 أبريل. أظهرت الصور علامات الخط المائل في جميع أنحاء ظهره وغيرها من علامات الاعتداء الجسدي. رأى باحث في منظمة هيومن رايتس ووتش هيئة صقر قبيل دفنه وقال أن الصور دقيقة. المحقق والطبيب الشرعي لمنظمة أطباء من أجل حقوق الإنسان قام بفحص الصور ووجد أن الكدمات الشديدة التي ظهرت كانت نتيجة إصابات قوة غاشمة. وفقا للبرنامج التلفزيوني الأمريكي بي بي إس نيوز آور في في 17 مايو 2011: «تم توجيه الاتهام إلى خمسة حراس بالسجن بتهمة قتل صقر. وفقا لوزير العدل البحريني خالد بن علي بن عبد الله آل خليفة أحد أفراد العائلة المالكة».
في 11 أبريل ألقي القبض على أربعة صحفيين من قناة سي إن إن من قبل قوات الأمن البحرينية في قرية بني جمرة بتهمة التصوير في مناطق محظورة. أفرج عنهم لاحقا.

#### 12 أبريل
اتهم مواطن بحريني وإيرانيان من قبل المحكمة العليا البحرينية بتوفير معلومات عسكرية واقتصادية للحرس الثوري الإيراني بين عامي 2002 وأبريل 2010 مع «نية الإضرار بالمصالح القومية للبلاد». أجلت المحكمة القضية حتى 20 أبريل.
قال عضو البرلمان الإيراني روح الله حسينيان أنه يجب على الجمهورية الإسلامية إرسال قواتها العسكرية إلى البحرين.
ذكرت وكالة أسوشيتد برس أن زينب الخواجة ابنة الناشط البارز عبد الهادي الخواجة كتبت رسالة في مدونتها وحسابها على تويتر إلى الرئيس الأمريكي باراك أوباما أنها لن تأكل حتى يتم تحرير والدها جنبا إلى جنب مع زوجها وشقيقه وعمه. انتهى صومها في 20 أبريل 2011.
ذكرت صحيفة الوسط البحرينية أنه تم الإفراج عن ستة وثمانين سجين أغلبهم من المدرسين والأطباء.

#### 13 - 18 أبريل
في 13 أبريل قامت مجموعة من طلبة جامعة البحرين بالاحتجاج ردا على الأحداث في مرفأ البحرين المالي. أعلنت الجامعة أنه نظرا للأحداث الأخيرة فإنه تم إيقاف الدراسة في الصخير ومدينة عيسى حتى إشعار آخر ولم تستأنف إلى في 15 مايو.
في 15 أبريل أعلنت وزارة العدل أنها ستتحرك لحظر جمعية الوفاق الوطني الإسلامية وجمعية العمل الإسلامي ولكن بعد انتقادات لاذعة من قبل الحكومة الأمريكية وغيرها نفى وزير الخارجية أن الحكومة لديها أي خطط لحل أي أحزاب سياسية وادعى أن «الخبر لم يكن صحيح».
في 15 أبريل ذكرت صحيفة نيوز انترناشيونال الباكستانية أن وزارة الخارجية الإيرانية قد حذرت باكستان من عواقب وخيمة إذا لم يتم إيقاف تجنيد الآلاف من الباكستانيين السنة في قوات الأمن البحرينية. ومع ذلك فإن الجيش الباكستاني الذي يمنح الموافقة على تعيين الموظفين العسكريين المتقاعدين تجاهل التحذير الإيراني حيث استمرت عملية التوظيف. ذكرت الصحيفة أيضا أن وسائل الإعلام الإيرانية توقعت دورا بارزا لباكستان في الشرق الأوسط متهمة باكستان «بالتعاون مع الحكام السنة في البحرين لسحق الحركة المؤيدة للديمقراطية».
في الساعات الأولى من صباح 18 أبريل ألقى مجهولون قنابل الغاز المسيل للدموع على منزل نبيل رجب رئيس مركز البحرين لحقوق الإنسان في قرية بني جمرة. الغاز المسيل للدموع تسبب في أزمة صحية لأم نبيل رجب البالغة من العمر 78 سنة التي تعاني من أمراض الجهاز التنفسي مما تسبب لها بالألم الشديد. على حد علم منظمة هيومن رايتس ووتش فإن قوات الأمن فقط من تمتلك هذا النوع من القنابل التي ألقيت في مجمع عائلة رجب.

#### 21 أبريل
وثقت عدة تقارير الإساءة العسكرية المنظمة ضد العاملين في المجال الطبي.
في 21 أبريل أفادت رسائل البريد الإلكتروني التي كتبها طبيب جراح كبير من مستشفى السلمانية نشرتها صحيفة ذي إندبندنت عن المزيد من التفاصيل حول اختفاء الطاقم الطبي في 5 أبريل. الجراح قبل أن يختفي كتب في 8 أبريل: «ثلاثة أسابيع من الجحيم حينما استولى الجيش على مستشفى السلمانية. الأطباء والممرضين والمساعدين الطبيين والمرضى الذين عولجوا تم استجوابهم كمشتبه بهم من قبل الجنود ورجال الشرطة الاستجواب. الاعتقال اليومي لبعض زملائنا [....] الكثير من زملائنا الجراحين الاستشاريين والأطباء تم القبض عليهم في غارات قبل الفجر واختفائهم. ليس فقط الأطباء بل امتد إلى الممرضين المساعدين الطبيين ولاعبي كرة القدم وأساتذة الجامعة وعمداء الكليات... الجميع مشتبه بهم لا شك فيه ولكن أغلبهم خائفون». ذكر مسعفون من المملكة المتحدة أن البحرين انتهكت اتفاقيات جنيف.

#### 28 أبريل
في 28 أبريل أدين سبعة متظاهرين شيعة هم علي عبد الله حسن السنكيس وقاسم حسن مطر أحمد وسعيد عبد الجليل سعيد وعبد العزيز عبد الرضا إبراهيم حسين وعيسى عبد الله كاظم علي والسيد صادق علي مهدي وحسين جعفر عبد الكريم بشكل غير صحيح في محكمة عسكرية عن مقتل ضابطي شرطة وهما كاشف أحمد منظور ومحمد فاروق عبد الصمد البلوشي خلال عملية طرد المحتجين من دوار اللؤلؤة في 16 مارس. حكم على المتهمين الأربعة الأوائل بالإعدام موتا بينما حكم على الثلاثة الباقين بالسجن مدى الحياة.

### مايو 2011

#### 17 - 18 مايو
وفقا لبيان الشرطة حول حملة على حشد من المتظاهرين المناهضين للحكومة في قرية النويدرات في 17 مايو فإنه أصيب متظاهر واحد في الرأس بعدها أصيب تسعة من رجال الشرطة بعد الاصطدام المتعمد بسيارة الشرطة. بعد إصابة أحد المتظاهرين في الرأس قاد شقيقه سيارة بأقصى سيارة متجهة صوب سيارة رجال الشرطة. من بين تسعة من رجال الشرطة أصيب أربعة بجروح خطيرة وجرح الخمسة الآخرون بإصابات بسيطة. ذكرت الشرطة أن السائق أصيب. مصادر أخرى تدعي أنه وقعت هناك معركة بين رجال الشرطة وأنهم أطلقوا النار على بعضهم البعض.

#### 21 - 23 مايو
للمرة الثانية تعرض منزل الناشط في مجال حقوق الإنسان نبيل رجب لهجوم من قبل مجهولين في الساعات الأولى من يوم 21 مايو. أطلقت أربع قنابل غاز على المنزل في الساعة 3:30 من صباح يوم السبت في قرية بني جمرة وكسر زجاج نافذتين حيث كان يتواجد أخيه نادر وعائلته. لاحظت منظمة هيومن رايتس ووتش أن قنابل يدوية صنعت في الولايات المتحدة كانت من نوع التي تستخدمه حصرا قوة دفاع البحرين. يبدو أن الحكومة البحرينية وجدت مورد جديد. قال رجب: «هذه المرة كانت القنابل اليدوية أصغر مما كان عليه في منتصف أبريل وكانت هناك علامات الصنع».
في 22 مايو غيرت محكمة الاستئناف العسكرية (محكمة استئناف السلامة الوطنية) عقوبة الإعدام (الموقعة أصلا في 28 أبريل) على المحتجين علي قاسم حسن مطر أحمد وسعيد عبد الجليل سعيد بالسجن مدى الحياة فيما أكدت عقوبة الإعدام على علي عبد الله حسن السنكيس وعبد العزيز عبد الرضا إبراهيم حسين.
في 23 مايو ادعى نبيل رجب أن عمه البالغ من العمر 65 سنة محمد حسن محمد جواد اعتقل ويجري حاليا تعذيبه وذلك بسبب علاقته برجب.

#### 29 - 31 مايو
في 29 مايو منع نبيل رجب من السفر إلى بيروت لحضور اجتماع منظمة بورصة حرية التعبير من قبل قوات أمن المطار. في رد فعل احتج نبيل رجب خارج المطار لفترة وجيزة.
في 31 مايو دعا حمد بن عيسى بن سلمان آل خليفة ملك البحرين لحوار دون شروط مسبقة يبدأ في أوائل شهر يوليو من هذا العام. ونقلت عنه قوله:
في اليوم نفسه أصدرت المحكمة العسكرية (لقوة دفاع البحرين) أمر استدعاء في حق نبيل رجب رئيس مركز البحرين لحقوق الإنسان وعلي سلمان أمين عام جمعية الوفاق الوطني الإسلامية أكبر حزب سياسي معارض وثلاثة نواب وفاقيين مستقيلين: رئيس الكتلة عبد الجليل خليل ونائب رئيس مجلس النواب السابق خليل المرزوق ونائب رئيس اللجنة القانونية السابق محمد المزعل. تم اتهام نبيل رجب بنشر أخبار وبيانات كاذبة عن الأوضاع في البحرين والتشجيع على كراهية وازدراء طائفة معينة. اتهم أيضا بإهانة ملك البحرين. أفرج عنهم جميعا في نفس اليوم.

### يونيو 2011

#### 1 يونيو
اندلعت عدة اشتباكات بين المتظاهرين وقوات الأمن في المناطق الشيعية في البحرين في نفس يوم رفع حالة السلامة الوطنية (حالة الطواريء).
أطلقت قوات الأمن الغاز المسيل للدموع والرصاص من البنادق على مجموعات من المتظاهرين الذين كانوا يلوحون بالأعلام الذين ساروا في شوارع قرية الدراز.

#### 3 يونيو
طالب متظاهرون في قرية السنابس المتاخمة لدوار اللؤلؤة المدمر بالمزيد من الحقوق للشيعة في البحرين. فرقت الشرطة المتظاهرين باطلاق الغاز المسيل للدموع والرصاص المطاطي. أحبط احتجاج آخر في باب البحرين بعد تشييع أحد المتظاهرين الذي أصيب في شهر مارس من قبل قوات الأمن على الرغم من عدم إطلاق الغاز المسيل للدموع أو الرصاص المطاطي.

#### 8 يونيو
قال بيرني إكليستون مدير فورمولا 1 أن سباق جائزة البحرين الكبرى المؤجل من أبريل إلى أكتوبر ألغي بسبب استمرار الأزمة مع ورود تقارير عن انتهاكات حقوق الإنسان بعد أسبوع من رفع الملك الأحكام العرفية المفروضة لقمع الاحتجاجات.

#### 11 يونيو
حضر آلاف البحرينيين مظاهرة تحت اسم وطن للجميع للإصلاح السياسي. طلبت المعارضة بالسماح لإقامة المظاهرة ولكن الحكومة رفضت منحهم ترخيص بإقامتها. عقدت المظاهرة في حي شيعي في قرية سار غرب العاصمة. قال شاعد عيان لرويترز أن الشرطة لم تقم بإيقاف المظاهرة التي حضرها 10 آلاف شخص أغلبهم بسياراتهم. حلقت طائرات هليكوبتر فوق المحتجين الذين رفعوا لافتات كتب عليها الوطن للجميع. تحدث علي سلمان الأمين العام لجمعية الوفاق الوطني الإسلامية أكبر حزب شيعي معارض في البلاد قائلا:
يبين التقرير السنوي لوزارة الخارجية الأمريكية أن مبيعات الشركات الأمريكية للأسلحة إلى البحرين في العام الماضي بلغت 112 مليون دولار أمريكي في حين أن صادرات 2009 بلغت 88 مليون دولار. على الرغم من أن الصفقات تتعلق ببيع الإلكترونيات العسكرية والطائرات فقد كانت هناك عقود لتصدير بنادق ومسدسات وأسلحة هجومية. مما أثار احتمال أن تكون الأسلحة الأمريكية قد استخدمت لقمع الاحتجاجات وأثارت تساؤلات في الكونغرس أدت بالوزارة لمراجعة تراخيص تصدير الأسلحة إلى دول في الشرق الأوسط.

#### 12 يونيو
حكمت محكمة السلامة الوطنية على الشاعرة آيات القرمزي بالسجن سنة واحدة.

#### 13 يونيو
في 13 يونيو بدأت الحكومة البحرينية بمحاكمة 47 منتمين إلى المهن الطبية بما في ذلك بعض الجراحين البارزين في البلاد. من بين المتهمين 24 طبيب و23 ممرض أو مسعف. كثير من منهم كان يعمل في مجمع السلمانية الطبي في المنامة حيث ادعى مدعون أنهم كانوا نقطة تنسيق الاحتجاجات حيث كانت الأسلحة والذخيرة تخفى داخل المجمع. ادعى الادعاء أيضا أنهم استولوا على مجمع طبي واعتقلوا من يعارضهم. ادعى محامو المتهمين ونشطاء دوليون لحقوق الإنسان أن المتهمين تعرضوا للتعذيب لانتزاع اعترافات كاذبة. أحد المتهمين حاول أن يقول للقاضي أن اعترافاته انتزعت تحت وطأة التعذيب ولكن القاضي أوقفه وطلب منه القيام بالإجراءات القانونية. تم تبرئة عشرون متهم أمام المحكمة بأنهم غير مذنبين في اتهامات تتراوح بين سرقة أدوية إلى تخزين الأسلحة.

#### 22 يونيو
في 22 يونيو حكمت الحكومة البحرينية على عشر ناشطين مؤيدين للديمقراطية بالسجن مدى الحياة لدورهم في الاحتجاجات.

#### 29 يونيو
ذكرت صحيفة نيويورك تايمز أن المملكة العربية السعودية قد أعلنت أن معظم قواتها ستغادر البحرين بحلول 4 يوليو 2011.
تأسست اللجنة البحرينية المستقلة لتقصي الحقائق من قبل الملك للنظر في أحداث الأشهر السابقة.